# List (Sylt)
List és un municipi de l'illa de Sylt que forma part del districte de Nordfriesland, dins l'Amt Landschaft Sylt, a l'estat alemany de Slesvig-Holstein. Segons el cens de 2022 te una població de 1.404 habitants.

## Història
List va ser originalment un assentament danès, que constava de dues finques. Formava part dels enclavaments reiala, que eren petites àrees del Regne de Dinamarca, situat al ducat de Schleswig, aquests últims també eren governats pel rei danès. Després de la guerra danesa-alemanya de 1864, List fou atribuït a Prússia. Els plebiscits de Schleswig de 1920 van assenyalar la frontera al nord de List, amb l'illa següent (Rømø) tornada a Dinamarca.
Després de la Primera Guerra Mundial es va convertir en un punt important de la Marina. Molts edificis van ser construïts durant l'ocupació nazi. Des de la dècada de 1950, l'economia de List es basa principalment en la indústria turística.
Hi ha un ferry de List a l'illa danesa de Rømø. Un sol camí cap al sud porta a la ciutat principal de l'illa, Westerland. List està envoltada de dunes i erms i, com la resta de l'illa, ofereix bones platges.